# Christian Ljungberg
Christian Ljungberg, född 7 april 1997, är en svensk fotbollsspelare som spelar för Eskilsminne IF.

## Karriär
Ljungbergs moderklubb är Påarps GIF, där han började spela fotboll som fyraåring. Sommaren 2007 gick Ljungberg över till Helsingborgs IF:s ungdomslag.
Under sommaren 2014 gick han över till Ängelholms FF. Ljungberg debuterade den 25 augusti 2014 som 17-åring i Superettan i en förlustmatch mot GIF Sundsvall (1–2), där han byttes in i den 68:e minuten mot Rebin Asaad. Han spelade totalt fyra matcher i Superettan 2014. I december 2014 förlängdes Ljungbergs kontrakt med tre år. Under säsongen 2015 spelade han 24 ligamatcher, varav 15 från start.
I januari 2017 värvades Ljungberg av Gefle IF. Den 9 augusti 2018 värvades han av Östers IF.
I februari 2020 värvades Ljungberg av AFC Eskilstuna, där han skrev på ett tvåårskontrakt. Efter säsongen 2020 lämnade Ljungberg klubben. I februari 2021 värvades Ljungberg av spanska Langreo, där han skrev på ett halvårskontrakt. Ljungberg spelade totalt fyra matcher för Langreo.
I augusti 2021 återvände Ljungberg till Ängelholms FF. I januari 2022 förlängde han sitt kontrakt med två år. I juli 2023 värvades Ljungberg av seriekonkurrenten Eskilsminne IF.